# Horst Hirschler

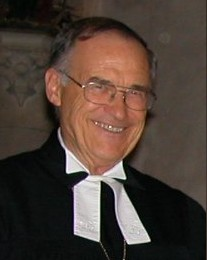
Abt Horst Hirschler (2006)

Horst Hirschler (* 4. September 1933 in Stuttgart; † 8. August 2023 in Loccum) war ein lutherischer Theologe, Bischof der Evangelisch-Lutherischen Landeskirche Hannovers und Abt des Klosters Loccum.

## Leben und Wirken
Horst Hirschler wurde in Stuttgart als Sohn des Elektromeisters Jacob Hirschler geboren und wuchs in Korntal bei Stuttgart, Soltau und später Hildesheim auf. Der Vater verstarb früh und da der Mutter das Schulgeld unerschwinglich war, musste Horst Hirschler nach der 10. Klasse das Gymnasium verlassen und 1951 bis 1954 eine Lehre als Starkstrom-/Betriebs-Elektriker bei der Firma Bosch in Hildesheim absolvieren. Sein eigentlicher Berufswunsch war Ingenieur. Zu dieser Zeit war er in evangelischen Jugendgruppen engagiert und besuchte deren Bibelarbeiten. Schon während des letzten Lehr- und ersten Gesellenjahres besuchte er das Abendgymnasium, an dem er 1955 das Abitur bestand.
In den Jahren 1955 bis 1959 studierte Hirschler Theologie an der Kirchlichen Hochschule Bethel und an den Universitäten Tübingen, Heidelberg und Göttingen. Während des Studiums war er vorübergehend mit der Betreuung jugendlicher Flüchtlinge aus der Sowjetischen Besatzungszone im Lager Sandbostel beauftragt. Er absolvierte das Vikariat in Syke und besuchte das Predigerseminar St. Michaelis in Hildesheim.
Von 1962 bis 1965 war Hirschler Schülerpastor im Landesjugendpfarramt der Evangelisch-lutherischen Landeskirche Hannovers und gleichzeitig Landeswart der evangelischen Jungenschaft BK (Schülerbibelkreise) in Niedersachsen. Danach war er fünf Jahre lang Gemeindepfarrer, zunächst in Lüneburg (St. Johannis), dann in Deutsch Evern.
Im Jahr 1970 erfolgte die Ernennung zum Konventual-Studiendirektor des Predigerseminars Kloster Loccum der Ev.-Luth. Landeskirche Hannovers. 1977 wurde er zum Landessuperintendenten für den Sprengel Göttingen berufen. An der Universität Göttingen übernahm er parallel einen Lehrauftrag für evangelische Predigtlehre. In der hannoverschen Landessynode gehörte Hirschler zu den Mitbegründern der progressiven Gruppe „Offene Kirche“. Von 1988 bis zum Eintritt in den Ruhestand 1999 war er Landesbischof der Evangelisch-Lutherischen Landeskirche Hannovers.
Von 2000 bis 2020 war Hirschler als Nachfolger von Eduard Lohse der 64. Abt des Klosters Loccum und sein Nachfolger in diesem Amt wiederum wurde Ralf Meister, Landesbischof der Evangelisch-Lutherischen Landeskirche Hannovers.
Horst Hirschler starb am 8. August 2023 im Alter von 89 Jahren in Loccum. Am 19. August 2023 fand die Trauerfeier für Horst Hirschler in der Stiftskirche des Klosters Loccum statt. Unter den 500 Trauernden befanden sich Ministerpräsident Stephan Weil und Landesbischöfin a. D. Margot Käßmann. Die EKD wurde durch Vizepräsident Stephan Schaede vertreten. Unter der Mitwirkung des Konvents des Klosters hielt Landesbischof Ralf Meister die Traueransprache. Anschließend wurde Horst Hirschler auf dem Friedhof des Klosters Loccum beigesetzt.

## Weitere Ämter und Aktivitäten
- ab 1970: Mitglied im Konvent des Klosters Loccum, ab 1994 Prior, 2000 bis 2020: Abt des Klosters Loccum
- in den 1970er und 1980er Jahren Sprecher der ARD-Sendung Das Wort zum Sonntag[7]
- 1971–1977; 2000–2020: Mitglied der Hannoverschen Landessynode, 2000–2020 geborenes Mitglied durch das Amt als Abt des Klosters Loccum
- 1974–1988: Mitglied der Synode der Evangelischen Kirche in Deutschland (EKD)
- 1977–1999: Geborenes Mitglied im Bischofsrat der ev-luth. Landeskirche Hannovers (ab 1988 Vorsitzender)
- 1988–1999: Vorsitz im Kirchensenat der ev-luth. Landeskirche Hannovers und Vorsitzender  des Landeskirchenamt Hannover.
- 1991–1997: Mitglied des Rates der EKD
- 1991–1997: Vizepräsident des Lutherischen Weltbundes (LWB)
- 1993–1999: Leitender Bischof der Vereinigten Evangelisch-Lutherischen Kirche Deutschlands (VELKD)

## Ehrungen
1992 erhielt er die Ehrendoktorwürde der Kirchlichen Hochschule Leipzig. Er war Ehrensenator der Universität Göttingen. 2009 wurde Horst Hirschler für sein Lebenswerk mit dem Predigtpreis des Verlags für die Deutsche Wirtschaft (Bonn) ausgezeichnet.
2004 erhielt er die Niedersächsische Landesmedaille und das Große Verdienstkreuz des Niedersächsischen Verdienstordens.

## Veröffentlichungen
- Konkret predigen. 1977.
- Geschichten aus dem Kloster Loccum. 1980 (Mitautor).
- Luther ist uns weit voraus, 1996.
- Biblisch predigen. 1998.
- Es leucht wohl mitten in der Nacht. 1999.
- Im Lichte des Evangeliums. 2004.
- Ein lustig schön Gemach … Die Klosterbibliothek Loccum in Vergangenheit und Gegenwart: Handschriften, Reliquien und Predigthilfen. 2008 (Mitautor).
- Kloster Loccum. Herausgegeben gemeinsam mit Ludolf Ulrich. Lutherisches Verlagshaus, Hannover 2012.
- Herausgeber der Aufsatzreihe Vorlagen in Verbindung mit Gerhard Isermann, Hans May und Hans Joachim Schliep (z. B. Axel Freiherr von Campenhausen: Staat und Kirche unter dem Grundgesetz, Eine Orientierung, Vorlagen. Neue Folge 22. Lutherisches Verlagshaus, Hannover 1994, ISBN 3-7859-0685-4).

### Nachrufe
- Horst Hirschler, auf trauer-anzeigen.de (3 Todesanzeigen)
- Alexander Deeg: In memoriam Landesbischof i. R. Dr. theol. h.c. Horst Hirschler, auf theol.uni-leipzig.de (Nachruf)
- Trauerfeier im Kloster Loccum. Abschied vom früheren Bischof Horst Hirschler, auf evangelisch.de (Nachruf)
- Landeskirche trauert um Landesbischof i.R. Horst Hirschler, auf landeskirche-hannovers.de (Nachruf)
- EKD trauert um Altbischof Horst Hirschler, auf ekd.de (Nachruf)
- Landeskirche Hannovers und RPI Loccum trauern um Landesbischof i.R. Horst Hirschler, auf rpi-loccum.de (Nachruf)
- Trauer um Altabt D. Horst Hirschler, auf kloster-loccum.de (Nachruf)
- Die VELKD trauert um ihren ehemaligen Leitenden Bischof Horst Hirschler, der im Alter von 89 Jahren gestorben ist, auf velkd.de